# Vecdaugava
Vecdaugava est un voisinage du district du Nord  à Riga en Lettonie.

## Géographie
Le quartier de Vecdaugava est situé dans la partie nord de Riga.
Par voie terrestre, lecquartier borde les quartiers de Vecāķi, Trīsciems et Vecmīlgrāvis, et par voie fluviale il borde le quartier de Mangaļsala. 
Les limites du quartier de Vecdaugava sont l'ancienne rivière Vecdaugava, la rue Laivinieku iela, la ligne allant d'Atlantijas iela à la Vecāķu prospekt, Vecāķu prospekt. 
La superficie de Vecdaugava est de 3,066 km2 soit 40% de moins que la superficie moyenne des quartiers de Riga. 
La longueur du périmètre du quartier est de 7 456 mètres..

## Transports
- Bus: 	24, 29, 58, 300